# 주 원왕
동주 원왕 희인(東周 元王 姬仁)은 주나라의 27대 왕이다.

## 사적
기원전 473년, 월나라 왕 구천이 오를 멸했고 그 후에 북쪽의 낭야(琅琊)로 천도해 제, 진 등의 제후와 서주(현재의 산둥성 텅저우 시 동남쪽)에서 회맹했다. 원왕은 구천을 패자로서 승인하였다.